# Los Tupamaros
Los Tupamaros  fue una orquesta de música tropical colombiana fundada en 1976 en la ciudad de Bogotá. Surgió como alternativa musical a la orquesta Los Ocho de Colombia, la cual era la más importante del género tropical en el país en su momento, al punto que muchos de sus temas se volvieron éxitos y clásicos tropicales. Su director era el músico Fernando Jaramillo, manteniéndose activa hasta el 2014, año en que falleció Jaramillo.

## Historia
Fernando Jaramillo Paredes lideró la orquesta de su creación, con la que recorrió el país y asistió a todas las ferias y fiestas colombianas. A pesar de las altas y bajas que suelen presentarse en el mundo del espectáculo, siempre supo mantenerlo vigente.
Sus vocalistas fueron incluidos en varios tiempos y etapas que tuvo la agrupación: Eustorgio "Toyo Gonzalez" (Cantante), Wilson Viveros (Percusionista) "Cheo" Manjarrez (Cantante), Juan Carlos Acosta (Cantante), Mauricio Daltaire (Cantante), Rosalva Álvarez "Rochy" (Cantante), David Castro (Cantante), Maurizio Konde (Cantante), Javier Lopez (Cantante), Vicky Rengifo (Cantante), Marlon Lewis (Cantante), y Patricia Martínez (Cantante y Bailarina), entre otros.
Cinco congos logrados en el Carnaval de Barranquilla hacían parte de los galardones que obtuvo a lo largo de su carrera, en especial en los años noventa cuando la orquesta vivió su mejor momento, con la internacionalización de su música y hits de radio consecutivos.

## Éxitos destacados de la orquesta
La orquesta trajo éxitos sonados que fueron parte del extenso repertorio de 'Los Tupamaros' y del legado de Fernando Jaramillo, entre ellas están:
- La chica gomela
- De mujer a mujer
- Todo el mundo necesita un beso
- Mosaico # 1
- La agarradera
- Hágale papito
- Oye
- En mi pensamiento (Te necesito)
- Mosaico # 2
- La negra caliente
- Sabrosito
- Cachete, pechito y ombligo
- Quiero un hombre
- Hazme el amor
- Mamola
- La pindanga
- Un amor así
- Lo siento
- Matrimonio
- Tupamaros costeño
- La cerveza
- Mosaico super prom mix
- El viejito parrandero
- Fuera contigo
- El tropezón
- Tupavallenatos # 1
- Una chica
- Solamente tú
- El tucanazo
- Cumbia triste
- Mosaico # 3
- Buscaré tus ojos
- Solo estoy
- Una chica
- Olvidemos el pasado
- Mosaico caribeño
- El negro adentro
- Canchis, canchis
- Si no es contigo
- De todas formas
- Quisiera ser bonito
- La robotcita
- Enamora'o
- A,E,I,O,U
- Sancocho'e pesca'o
- Amor a la ligera
- Very, very well
- Cha cun cha (Grabada en otra versión al año siguiente por El Binomio de Oro en la voz del fallecido Rafael Orozco éxito en Venezuela y Colombia)
- La mafafa
- Mosaico del cachón
- Bacano de Gerardo Varela Cantautor y Congo de Oro 1991 en el Carnaval de Barranquilla.
- Oiga papá
- Tupavallenatos # 2
- Tu forma de querer
- La vamo' a tumbá
- Sufrir
- El corrosco
- Ay mamá
- Noches de Cali
- Mosaico costeño
- Si vuelves
- El bambú
- Dame un beso
- En efectivo
- En la puerta del horno
- Mosaico del cachón
- Patacon pisa'o
- Tupavallenatos # 3
- Olas vienen olas van
- Así me tienes
- La muy indigna
- Tu ausencia
- Mosaico # 4
- Ay morena
- La hamaca raya
- El bimbó
- El rap de los pollitos
- Compasión
- Dame un chance
- No me mientas
- Mosaico de las rosas
- La calle de la rumba
- Vive conmigo
- Cajón de madera
- Tupamaros Hispanos
- A lo oscuro
- Corazón salvaje
- Son tus perfúmenes, mujer
- Pecadora
- Mosaico Tania
- Frío por delante caliente por detrás (Lo más lindo de la vida es la mujer)
- Los amores de Petrona
- De lo que te perdiste
- La bocina
- El negro Simón
- Tolú
- Embrujo de coral
- Labios de miel
- El último beso
- Tupamaros en porros
- El armadillo
- Negrita
- Me muero de las ganas (Canción dedicada a la campaña de la prevención sexual que había en el país y el uso del condón)
- Sufro por este amor (El baile de la quebradita)
- Tupamaros olé
- Música, música
- Adiós
- La pulguita
- Vamos todos a...
- Tu eres
- Mosaico # 4
- Acompañalo siempre
- Soy cheverón
- El pirulino
- Ofelia la morenita
- Solo sin tu amor
- La brujita
- Piraña
- Mosaico navideño
- Mirándote así
- Mi banana
- Caramba
- Romance en la playa
- Amocunor
- Mosaico # 5
- Cuando más te necesito
- La negra quiere bailar
- Imposible
- Bebiendo y recordando
- El rey
- El coco de la vieja
- La saporrita
- Mujer traidora
- Bandolera
- Despecho mix
- Las letanías
- Tupamaros a lo Billos
- Eso no lo digo yo (Nada)
- Mosaico # 6
- La chica light
- Yo no fui
- Tres perlas
- Cum cumbele
- El eco de tu adiós
- Así te quiero yo
- El man-teco
- Marieta
- Ni plata ni nada
- Mosaico # 7
- Sufro y lloro
- Mosaico al calabacito
- Llora corazoncito

## Discografía
- Terrorismo rumbero (1977)
- Los Tupamaros Vol. 2 (1980)
- Únicos (1983)
- Sorprendentes (1984)
- Magníficos (1985)
- Espectacular (1985)
- Ganadores (1986)
- Tropicalisimo (1987)
- Caribe alegre y tropical (1988)
- De baile con la orquesta Los Tupamaros (1989)
- La calle de la rumba (1990)
- Sonido digital (1992)
- El baile de la quebradita (1993)
- Para qué bailen (1995)
- Y sigan bailando  (1996)
- Irresistiblemente bailable (1997)
- Llegó el cambio (1998)
- 25 aniversario (1999)
- Muy costeño (2000)
- Que locura para que más (2001)
- Fiesta completa (2002)
- La chica light (2004)
- Muy bailables (2006)

## Vocalistas masculinos
- Mauricio García Daltaire
- Juan Carlos Acosta
- Eustorgio Gonzalez "Toyo Gonzalez"
- "Cheo " Manjarrez
- David Castro
- Maurizio Konde
- Javier Lopez
- Marlon Lewis

## Vocalistas femeninas
- Rosalba Álvarez "Rochy"
- Victoria Rengifo Rodríguez "Vicky"
- Patricia Martínez
- Carolina Arias Rey

## Congos de Oro
Otorgado en el Festival de Orquestas del Carnaval de Barranquilla:
| Año  | Trabajo nominado | Categoría         | Resultado |
| ---- | ---------------- | ----------------- | --------- |
| 1988 | Los Tupamaros    | Orquesta          | Ganador   |
| 1991 | Los Tupamaros    | Orquesta          | Ganador   |
| 1990 | Los Tupamaros    | Orquesta Nacional | Ganador   |
| 1993 | Los Tupamaros    | Combo             | Ganador   |